# Drvenik (żupania splicko-dalmatyńska)
Drvenik – wieś w Chorwacji, w żupanii splicko-dalmatyńskiej, w gminie Gradac. W 2011 roku liczyła 494 mieszkańców.
Leży na Riwierze Makarskiej, pomiędzy miastami Makarska oraz Ploče. Największe znaczenie dla gospodarki miejscowości mają turystyka i rybołówstwo. Połączenia promowe umożliwiają dotarcie na wyspę Hvar .